# Сисакан-Котак
Сисакан-Котак (арм. Սիսական Կոտակ) — гавар провинции Арцах Великой Армении. На сегодняшний день территория гавара находится в границах Зангеланского и частично Джебраильского районов Азербайджанской Республики.

## География

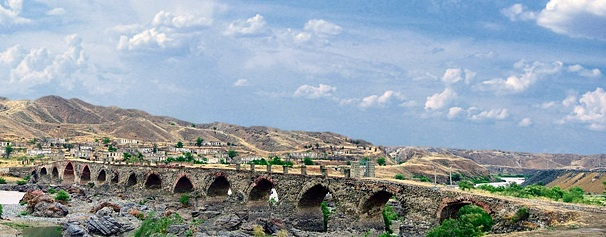
Худаферинские мосты

Сисакан-Котак находился на юге провинции Арцах. На юго-западе граничил с гаваром Ковсакан провинции Сюник, на западе — с гаваром Бахк провинции Сюник, на северо-западе — с гаваром Абанд провинции Сюник, на севере — с гаваром Мьюс Абанд провинции Арцах, на северо-востоке — с гаваром Пацканк провинции Арцах, но востоке — с гаваром Варданакерт провинции Пайтакаран, а на юге — с гаваром Алеван провинции Пайтакаран.
Южными и юго-восточными пределами гавара являлась река Аракс, а на северо-востоке — река Ишханагет.
На стыке Сисакан-Котака, Абанда и Мьюс Абанда находится гора Дизапайт. 
На юге гавара располагаются знаменитые Худаферинские мосты, которые через реку Аракс связывают Сисакан-Котак с пайтакаранским гаваром Алеван.